# عبد الرحمن بن رشيق
عبد الرحمن بن رشيق حاكم طائفة مرسية في عهد ملوك الطوائف.

## سيرته
كانت طائفة مرسية تحت حكم أبو عبد الرحمن بن طاهر، ثم طمع المعتمد بن عباد في ضمها، خاصة بعد أن علم بضعف دفاعاتها، فأمر وزيره ابن عمار بتدبير خطة لذلك. اتفق ابن عمار مع ريموند برانجيه كونت برشلونة، على أن يقاتل فرسان برشلونة مع قوات المعتمد، إلا أن الاتفاق لم يؤت ثماره، وفشلت حملتهما في انتزاع المدينة من حاكمها أبي عبد الرحمن بن طاهر. أعاد المعتمد الكرّة عام 471 هـ، وجهّز حملة أخرى بقيادة ابن عمار، الذي مرّ في طريقه بقائد حصن بلج عبد الرحمن بن رشيق، فسارا معًا، وأنابه ابن عمار لقيادة حصار مرسية. استطاع ابن رشيق أن يستولي على مولة التي كانت تمد مرسية بمؤونتها، فضيّق بذلك على المدينة، حتى فتحت أبوابها بالخيانة. وبعد فتح المدينة، استقل ابن عمار لفترة عن سلطة المعتمد، إلى أن استغل ابن رشيق مغادرة ابن عمار مرسية لتفقد بعض الحصون، وانتزع منه المدينة.
خلع ابن رشيق أيضًا طاعة المعتمد، واستمر يحكمها وأعمالها أعواماً. وتختلف الروايات حول مصير ولايته بعد ذلك. فهناك رواية تقول بأن المعتمد حرض صاحب لورقة أبا الحسن بن اليسع على مهاجمة مرسية، وأنه استولى عليها من ابن رشيق باسم المعتمد. والرواية الثانية تقول بأنه لما عبر يوسف بن تاشفين إلى الأندلس عام 481 هـ، لقمع غزوات القشتاليين في شرق الأندلس، والقضاء على تمركزهم في حصن لييط. شارك ابن رشيق بقواته مع القوات الأندلسية إلى جانب قوات المرابطين في حصار الحصن. فاشتكى المعتمد لابن تاشفين من ابن رشيق، واتهمه بالتحالف مع القشتاليين، واغتصاب حكم مرسية منه، وطلب منه تسليمه إليه. فاستشار يوسف الفقهاء، فوافقوه على تسليم ابن رشيق للمعتمد، واشترط ابن تاشفين على المعتمد ألا يقتل ابن رشيق. فسار المعتمد بابن رشيق إلى إشبيلية، لكن ابن رشيق فرّ بعد فترة من محبسه وعاد إلى مرسية، وظل بها حتى وفاته.